# Michel Dantin
Pour les articles homonymes, voir Dantin.
Michel Dantin, né le 15 janvier 1960 à Lyon, est un homme politique français, membre de l'Union pour un mouvement populaire puis des Républicains. Il est maire de Chambéry et vice-président de la communauté d'agglomération Grand Chambéry de 2014 à 2020 et député européen de 2009 à 2019.

## Biographie

### Débuts en politique
Après une formation de l'enseignement supérieur agricole, Michel Dantin travaille pour les jeunes agriculteurs de Savoie puis à la FDSEA de la Savoie quand il est élu en 1983, à 23 ans, conseiller municipal de Chambéry, sur la liste menée par le maire gaulliste Pierre Dumas. Au cours de ce premier mandat municipal, il est adjoint au maire chargé de la commune associée de Chambéry-le-Vieux. Réélu conseiller municipal d'opposition en 1989, 1995 et 2001, il est de nouveau réélu conseiller municipal en 2008 malgré la défaite de la liste UMP-MoDem. Il siège également à Chambéry métropole, où il est membre du bureau à partir de 2001.
En 1985, il est élu conseiller général divers droite de Chambéry-Nord. Benjamin du conseil général de la Savoie à 25 ans, il en devient le vice-président chargé de l'environnement sous la présidence de Michel Barnier de 1994 à 1998. En 1998, alors qu'il sollicite un troisième mandat cantonal, il est battu par Thierry Repentin. Il n'a pas réussi à reconquérir un siège de conseiller général lors des élections cantonales de 2004, étant battu par Albert Darvey (DVG) dans le canton du Châtelard, dans le massif des Bauges.
Président du Comité de Bassin Rhône-Méditerranée-Corse de l'Agence de l'eau de juillet 2008 à décembre 2018, Michel Dantin a été également président-fondateur du Conservatoire du patrimoine naturel de la Savoie (CPNS, 1991-1997) et président du comité de bassin versant du lac du Bourget (1999-2021) et du comité intersyndical d'assainissement du lac du Bourget (CISALB, 2008-2020), tous des organismes chargés de la protection de l'eau et des milieux aquatiques. Il est inspecteur général de l'agriculture depuis 2007.

### Conseiller ministériel
En 2002, il rejoint le cabinet d'Hervé Gaymard, alors ministre de l'Agriculture et ancien président du conseil général de la Savoie, comme conseiller technique chargé de la montagne et de l'environnement. En 2004, il suit Hervé Gaymard au ministère de l'Économie et des Finances, comme conseiller technique chargé du développement économique durable.
Au départ d'Hervé Gaymard, il retourne au ministère de l'Agriculture comme conseiller technique pour l'aménagement du territoire, l'environnement et la mise en œuvre de la PAC auprès de Dominique Bussereau, et à partir de 2007 dans le cabinet du ministre de l'Agriculture suivant, Michel Barnier, comme conseiller spécial chargé de l'aménagement durable et de l'enseignement technique.

### Député européen
Sa présence sur la liste UMP-NC-LGM de la circonscription Sud-Est, lors des élections européennes de 2009 est due à la pression de Michel Barnier ; 6e dans la circonscription Sud-Est alors que le ministre de l'Agriculture le souhaitait 4e, il est le premier non-élu au soir de l'élection malgré un score de 28,6 % dans la circonscription (29,18 % dans son département). La nomination au gouvernement de Nora Berra le 23 juin lui permet de devenir député européen.
Désigné pour représenter les départements de la Savoie, de la Haute-Savoie, de l'Isère et de l'Ain, il  a partagé un local avec Dominique Dord. Il est membre titulaire de la commission de l'agriculture et du développement rural et membre suppléant de la commission Environnement, Santé et Alimentation après avoir occupé un siège de suppléant à la commission des transports lors de son premier mandat.
Vice-coordinateur du PPE à la commission Agriculture, il participe à la préparation puis à la négociation de la réforme de la Politique agricole commune (PAC) en 2013 (Paquet lait en 2011 et révision de l'organisation commune des marchés unique en 2013). 
Réélu en 2014, il mène la réforme des règles européenne de sélection animale et assure le suivi pour le Parlement européen de la gestion des crises agricoles de 2015-2016 avant qu'elles soient résorbées.
Dans le cadre de la préparation de la PAC 2021-2027, il mène en 2016-2017 une mission de réflexion avec Christian Schmidt le ministre fédéral allemand de l'Agriculture pour arrêter la position du Parti populaire européen sur le futur de la PAC.
Après avoir salué le travail de la task force sur les marchés agricoles, il joue un rôle clef dans la négociation à mi-parcours de la PAC (Règlement Omnibus) en 2017 en menant une révision des règles du droit de la concurrence appliquées aux marchés agricoles.
Il dénonce fortement la proposition budgétaire 2021-2027, notamment les coupes des crédits agricoles et accuse la France d'avoir trop tergiversé.
Critique de la proposition de réforme de la PAC, il souhaite rétablir une ambition politique et commune pour l'agriculture européenne  et est nommée le 4 juillet 2018 négociateur du PPE sur deux des trois règlements constituant la réforme, à savoir la révision de l'organisation commune des marchés et des règles financières et de contrôles de la PAC.

### Mairie de Chambéry
Le 30 mars 2014, il est élu maire de Chambéry lors du second tour des élections municipales à 54,74 % des voix contre 45,26 % des voix pour sa concurrente PS, la maire sortante Bernadette Laclais.
De 2014 à 2015, il est secrétaire national de l'UMP chargé de l'agriculture, nommé par Nicolas Sarkozy, élu président de l'UMP.
Il soutient François Fillon pour la primaire française de la droite et du centre de 2016. Il parraine Laurent Wauquiez pour le congrès des Républicains de 2017, scrutin lors duquel est élu le président du parti.
Le 28 juin 2020, il est battu par la liste conduite par Thierry Repentin qui obtient 52,75 % des voix au second tour de l'élection municipale. Il démissionne ensuite du conseil municipal et se présente aux élections sénatoriales, au siège libéré par Jean-Pierre Vial, qui ne se représente pas. Arrivé troisième ex aequo avec Cédric Vial, candidat divers droite, il se retire au profit de celui-ci au second tour, ce qui permet son élection face au socialiste André Vairetto.

## Synthèse des mandats
Député européen
- 14 juillet 2009 - 1er juillet 2019 : député européen de la circonscription Sud-Est de la France

Conseiller général
- 17 mars 1985 - 29 mars 1992 : membre du conseil général de la Savoie (élu dans le canton de Chambéry-Nord)
- 29 mars 1992 - 27 mars 1994 : membre du conseil général de la Savoie (élu dans le canton de Chambéry-Nord)
- 27 mars 1994 - 22 mars 1998 : vice-président du conseil général de la Savoie

Conseiller municipal
- 13 mars 1983 - 19 mars 1989 : adjoint au maire de Chambéry (Savoie)
- 13 mars 1983 - 6 octobre 2020 : conseiller municipal de Chambéry
- 4 avril 2014 - 4 juillet 2020 : maire de Chambéry

## Décorations
- Chevalier de la Légion d'honneur le 11 juillet 2025[25].

Le 30 avril 2002, Michel Dantin est nommé au grade de chevalier dans l'ordre national du Mérite au titre de « directeur d'une fédération départementale de syndicats d'exploitants agricoles ; 22 ans d'activités professionnelles ».
Le 12 novembre 2022, il est élevé au rang de commandeur de l'ordre du Mérite agricole par Michel Barnier.